# Europäisches Übereinkommen zum Schutz des archäologischen Erbes (revidiert)
Die Konvention von Malta beinhaltet das Europäische Übereinkommen zum Schutz des Archäologischen Erbes (revidiert; SEV Nr. 143). Sie wurde am 16. Januar 1992 bei der 3rd European Conference of Ministers for the Cultural Heritage in Valletta/Malta vorgelegt. Sie trat am 25. Mai 1995 in Kraft. Die Inhalte wurden seit 1990 innerhalb des Programms des Cultural Heritage Committee (CC-PAT) erarbeitet. Die revidierte Fassung aktualisiert das im Jahr 1969 getroffene Abkommen zum selben Thema (ETS Nr. 66).
Deutschland hat den revidierten Vertrag am 16. Januar 1992 unterzeichnet und am 9. Oktober 2002 ratifiziert. Das lokale Inkrafttreten war am 23. Juli 2003.

## Präambel – die Notwendigkeit gemeinsamen Handelns
Das vorliegende Übereinkommen hat den Zweck das gemeinsame Erbe Europas und seiner Partner zu wahren und zu fördern, da das archäologische Erbe Europas durch die wachsende Zahl großangelegter Planungsvorhaben, natürlicher Gefahren, heimlicher oder unwissenschaftlicher Ausgrabungen und durch unzulängliches öffentliches Bewusstsein ernsthaft von Zerstörung bedroht ist.
Deshalb verpflichten sich die Vertragsparteien zu Folgendem:

## Artikel 1 – Schutz des Wissens
Ziel ist der Schutz aller archäologischen Funde als Quell der gemeinsamen europäischen Geschichte und als Instrument für ihre wissenschaftliche Erforschung. Das umfasst sämtliche Boden- und Gewässerfunde sowie obertägige Denkmäler auf dem Gebiet der Vertragsparteien. Explizit sind bewegliche Gegenstände, also Einzelfunde, mit eingeschlossen.

## Artikel 2 – Aufbau eines staatlichen Schutzsystems
Ein Rechtssystem zum Schutz des archäologischen Erbes muss aufgebaut werden, ebenso ein Inventar des Vorhandenen. Schon Vorhandenes muss gegebenenfalls besonders geschützt werden, auch obertägig nicht sichtbare Fundstellen sind als Schutzzonen für zukünftige Generationen zu erhalten.
Jeder Entdecker eines archäologischen Fundes muss seinen Fund melden und zu Untersuchungszwecken zur Verfügung stellen.

## Artikel 3 – Verbot unerlaubter Grabungen
Damit wissenschaftlich geforscht werden kann, sind das unerlaubte Ausgraben sowie das Vernichten jeglicher archäologischen Hinterlassenschaft verboten. Ausgrabungen dürfen nur unter der Leitung von Fachleuten vorgenommen werden. Wenn nach regionaler Gesetzgebung möglich, dürfen Metalldetektoren und andere Suchgeräte nur mit einer besonderen Genehmigung zum Einsatz kommen.
Die Wissenschaftler selbst müssen möglichst zerstörungsfrei arbeiten und ihre Quellen auch nach der Auswertung bewahren.

## Artikel 4 – Konkrete Schutzmaßnahmen
Das archäologische Erbe soll durch die zuständigen Behörden möglichst physisch geschützt werden: entweder durch die Schaffung archäologischer Schutzzonen, durch die Erhaltung vor Ort oder durch die Schaffung geeigneter Aufbewahrungsorte.

## Artikel 5 – Verhältnis von Erschließungsmaßnahmen und Bewahrung
Archäologen sollen an der Raumordnungspolitik beteiligt und in alle Stadien der Erschließungspläne eingebunden werden, ebenso in die Umweltverträglichkeitsprüfungen. Archäologen, Städteplaner und Stadtentwickler sollen sich systematisch treffen. Ziel ist eine Erhaltung der archäologischen Quellen vor Ort oder die Bereitstellung von Zeit und Mittel für deren wissenschaftliche Untersuchung sowie deren Veröffentlichung schon vor dem Stadium der Erschließung. Dabei ist die Öffentlichkeit in einer Form mit einzubeziehen, aus der sich keine Nachteile für den wissenschaftlichen Charakter der Fundstätten ergeben.

## Artikel 6 – Finanzielle Ausstattung von archäologischer Forschung und Bewahrung
Jede Vertragspartei verpflichtet sich auf eine öffentliche finanzielle Unterstützung der archäologischen Forschung sowie auf eine Erhöhung der Mittel für archäologische Rettungsmaßnahmen. Diese Erhöhung in Höhe der Kosten der jeweiligen archäologischen Arbeiten soll bei konkreten Fällen an die Träger der jeweiligen Erschließungsmaßnahme gekoppelt werden, weiterhin sollen die Kosten einer vorausgehenden Untersuchung in die Haushalte dieser Vorhaben mit aufgenommen werden.

## Artikel 7 –  Notwendigkeit aktueller Publikationen
Jede Vertragspartei stellt aktuelle Pläne, Inventare und Karten archäologischer Stätten auf ihrem Gebiet zur Verfügung und sorgt nach Abschluss archäologischer Arbeiten für eine zeitnahe veröffentlichte Zusammenfassung der Ergebnisse sowie eine davon getrennte vollständige Veröffentlichung.

## Artikel 8 – Förderung des wissenschaftlichen Austauschs
Nationaler und internationaler Austausch wissenschaftlicher archäologischer Arbeiten sollen nicht behindert werden, eine zentrale Informationserfassung und internationale Forschungsprogramme sind zu fördern.

## Artikel 9 – Förderung des öffentlichen Interesses an der Archäologie
Das öffentliche Bewusstsein für den Wert des archäologischen Erbes soll durch bildungspolitische Maßnahmen sowie den öffentlichen Zugang zu wichtigen Funden und Fundstätten oder deren Nachbildung gefördert werden.

## Artikel 10 – Umgang mit illegalen Funden
Festgestellte unerlaubte Grabungen sind den Fachkräften mitzuteilen – sie vernichten zum einen den wissenschaftlichen Wert der Funde bei gleichzeitiger Zerstörung der Fundstelle. Gestohlene, unerlaubt gegrabene, unüberwacht gefundene Objekte und Objekte unklarer Herkunft sind anzuzeigen. Solche Objekte dürfen nicht von staatlichen Einrichtungen oder Museen angekauft werden. Nichtstaatliche Museen und Einrichtungen sollen angehalten werden, dies ebenso zu handhaben. Der Verkauf (Besitzübertragung) von solchen Objekten ist möglichst zu unterbinden.

## Artikel 11 – Rechtlicher Geltungsbereich
Geltenden oder künftigen Verträgen über die unerlaubte Weitergabe von Objekten des archäologischen Erbes oder deren Rückgabe wird durch dieses Abkommen nicht vorgegriffen.

## Artikel 12 – Internationalisierung eines hohen akademischen Niveaus
Die Vertragsparteien verpflichten sich zu gegenseitiger technischen und wissenschaftlichen Hilfe und zur Förderung von Weiterbildung und internationalem Austausch der Fachleute.

## Artikel 13 – Controlling und Organisatorisches zum Abkommen
Ein Sachverständigenausschuss wird die Anwendung dieses Übereinkommens überwachen, er wird vom Ministerkomitee des Europarats nach Artikel 17 der Satzung des Europarats eingesetzt. Weitere Aufgaben: regelmäßige Berichte an den Ministerrat über den Stand des Übereinkommens, Vorschläge zur Förderung oder Revision des Abkommens, zur Unterrichtung der Öffentlichkeit und Vorschläge für Beitritts-Einladungen an Nichtmitgliedsstaaten.

## Artikel 14 – Inkrafttreten
Das unterzeichnete Übereinkommen bedarf jeweils noch der Ratifikation, Annahme oder Genehmigung. Vorher muss gegebenenfalls das 1969 in London unterzeichnete Übereinkommen zum Schutz archäologischen Kulturguts gekündigt werden. Das aktuelle Übereinkommen tritt sechs Monate nach dem Tag in Kraft, an dem mindestens drei Europarat-Mitgliedstaaten sowie ein weiterer Staat ihre Zustimmung dazu ausgedrückt haben, an das Übereinkommen gebunden zu sein. Für jeden später zustimmenden Staat tritt es sechs Monate nach Hinterlegung der Ratifikations-, Annahme- oder Genehmigungsurkunde in Kraft.

## Artikel 15 – Beitrittseinladungen
Das Ministerkomitee des Europarates darf Staaten, die nicht Mitglieder des Europarates sind und die Europäische Wirtschaftsgemeinschaft einladen, dem Übereinkommen beizutreten. Im Falle eines Beitritts gilt dieser sechs Monate nach Hinterlegung der Beitrittsurkunde.

## Artikel 16 – Regionaler Geltungsbereich
Jeder Staat kann beim Beitritt einzelne oder mehrere Hoheitsgebiete nennen, für die das Übereinkommen gilt. Hoheitsgebiete können auch später noch dazugenommen oder wieder ausgenommen werden. Erweiterungen sowie Rücknahmen werden nach sechs Monaten gültig.

## Artikel 17 – Kündigung
Das Übereinkommen ist jederzeit von jeder Vertragspartei kündbar. Kündigungsfrist ist sechs Monate.

## Artikel 18 – Notifikation
Die Notifikation über Beitritte zum Übereinkommen ergeht durch den Generalsekretär des Europarates. Dort werden auch die Ratifikations-, Annahme-, Genehmigungs- oder Beitrittsurkunden hinterlegt, sowie jede andere Handlung im Zusammenhang mit diesem Übereinkommen.